# ۱۷۰ (عدد)
۱۷۰(صد و هفتاد) یک عدد طبیعی است که بعد از ۱۶۹ و قبل از ۱۷۱ قرار دارد.